# Antônio Telles de Castro e Sousa
Antônio Telles de Castro e Sousa (Bragança, 14 de novembro de 1891 - 1934), ou simplesmente De Castro e Sousa, foi um poeta paraense.

## Biografia
Filho de Theodoro Severo e Sousa e da portuguesa Maria Leonor Telles de Menezes Castro e Sousa, que viviam uma vida simples em Bragaça - PA. Aos 3 anos de idade os avós maternos de De Castro e Sousa levaram-no para para Portugal para que recebesse uma educação lusitana, que o pai não possuía condições de dar. Estudou em várias cidades europeias como Coimbra, Liverpool e passou por Paris. Aprendeu a dominar o francês, o inglês e o espanhol.[carece de fontes?]
Quando completou 17 anos, volta ao Pará, retornando para Portugal na década de 20. Casou-se com uma portuguesa chamada maria e com ela teve um filho chamado Carlos. Volta ao Brasil em 1926, fixando residência no Rio de Janeiro, onde colaborou com diversos jornais e revistas como por exemplo: O Malho, Para Todos, A Semana e o Flama. Em 1927, regressou com a família para Bragança.[carece de fontes?]
Por levar uma vida desregrada e boêmia, separa-se de Maria. Apesar da Boêmia, escrevia incansavelmente para diversas revistas, entre elas a Revista Bragantina e a Bragança Ilustrada e para o Caeté Jornal, onde se encontra a maior parte de sua produção. Mesmo com sua alta produção, empobreceu e contraiu a doença incurável que o fez definhar a cada dia.[carece de fontes?]
Foi ameaçado de prisão durante o governo de Magalhães Barata em 1930, o que lhe rendeu o soneto Minha explicação, que usou como defesa. Em 1934, De Castro e Sousa desapareceu misteriosamente ao embarcar para o Rio de Janeiro.[carece de fontes?]
De Castro e Sousa não publicou nenhum livro em vida, porém após a sua morte, seus amigos publicaram 15 sonetos de De Castro e Sousa. Além desse livro, sua obra literária está presente também nos diversos jornais e revistas que colaborou no Rio e em Bragança, bem como no hino de sua cidade natal. A poesia de De Castro e Sousa é carregada de amor pela cidade natal e suas mulheres (que descreve como a oitava maravilha do mundo); as mulheres na poesia de De Castro e Sousa misturam o ideal, a mulher intocável e divina, com o material, a mulher palpável e que cria desejos eróticos. A presença do divino é muito marcante também na poesia de De Castro e Sousa, assim como o sofrimento e angústia de não ser reconhecido em sua terra.[carece de fontes?]

## Principais obras

### Poesia
- S/D: 15 sonetos de De Castro e Sousa (publicado postumamente)

### Produção musical
- Hino de Bragança

## Curiosidades
- A maior parte da obra de De Castro e Sousa está nos jornais e revistas da época, e está se perdendo com o tempo.[carece de fontes?]
- Certa vez exclamou para os amigos: - Estou peor. Cada vez peor. Eu não morrerei aqui, mesmo porque o poeta não morre, desaparece...[carece de fontes?]
- Foi parceiro do compositor Raimundo Mota da Cunha (também morador de Bragança) na construção do Hino de Bragança.[carece de fontes?]
- A letra do Hino de Bragança foi composta antes da música, o que é bastante incomum. A primeira execução do hino foi completamente errônea, demorando alguns anos para ser executada de forma correta.[carece de fontes?]